# Gare de Champs - Saint-Bris
Gare de Champs - Saint-Bris vasútállomás Franciaországban, Champs-sur-Yonne településen.

## Vasútvonalak
Az állomást az alábbi vasútvonalak érintik:
- Laroche-Migennes-Cosne-vasútvonal

## Kapcsolódó állomások
A vasútállomáshoz az alábbi állomások vannak a legközelebb:
- Gare d’Augy - Vaux (Paris Gare de Bercy)
- Gare de Vincelles (Gare de Corbigny)
- Gare de Vincelles (Gare d’Avallon)